# Kostel Narození Panny Marie (Bohumín-Starý Bohumín)
Kostel Narození Panny Marie v Bohumíně-Starý Bohumín (okres Karviná) je gotický farní kostel, který byl postaven v 13. století a je kulturní památka České republiky.

## Historie
První písemná zmínka o obci Bohumíně pochází z roku 1265. Původní kaple byla postavena na přelomu 12. a 13. století. Gotický zděný trojlodní kostel byl postaven benediktýny pravděpodobně v období 1320–1400. V roce 1530 byl kostel předán protestantům. V roce 1620 byl kostel renezančně přestavěn. V roce 1631 byl kostel navrácen benediktýnům z Týnce u Krakova, ale pro soustavné zanedbávání bohumínské farnosti jim byl v roce 1669 odebrán a na místo faráře byli jmenováni diecézní kněží. Od roku 1993 slouží kněží z řádu Menších bratří (františkáni) z kláštera v Katovicích-Panewnikach (Polsko).
V roce 1668 na náklady farníků z Gorzyc, Olzy a Łazisk byla přistavěna na severní straně kaple zasvěcené sv. Janovi, od roku 1729 došlo ke změně zasvěcení na sv. Jana Nepomuckého. Kolem roku 1688 byla přistavěna kaple zasvěcená Panně Marii Růžencové na jižní straně kostela, která byla přestavěna v roce 1721. Dne 22. srpna 1850 byl kostel zapálen bleskem a značně poškozen. V roce 1853 byla dokončena přestavba. Trojlodní kostel s křížovou klenbou byl upraven na jednolodní s klenbou valenou zdobenou freskami. V roce 1854 byla ukončena oprava kostelní věže a byla nasazena jehlanovitá střecha místo původní cibulové. Další rozsáhlá rekonstrukce byla provedena v období 1910–1911 z nařízení C. k. komise pro umění a historické památky. 
Kostel Narození Panny Marie patří Římskokatolické farnosti Starý Bohumín, Děkanát Karviná.

## Popis
Jednolodní orientovaná podélná omítaná zděná stavba s polygonálním závěrem s odstupňovanými opěráky a kaplemi po stranách lodi. V ose západního průčelí je předsazená hranolová, v horní části osmiboká věž s odstupněnými pilíři. V osmiboké části hodinové ciferníky. K věži a lodi na jižní straně přistavěno schodiště na kruchtu. Podvěží je zaklenuto křížovou klenbou. Na severní straně kněžiště se přimyká patrová sakristie s obdélnými okny a pultovou střechou. Střecha lodi sedlová, nad presbyteriem polygonální sanktusník. Jižní straně lodi přistavěna kaple s polygonálním závěrem.

### Interiér
Kněžiště zaklenuto žebrovou klenbou. Loď je klenuta dvěma pruskými klenbami na pásech. Severní kaple je klenuta valeně s výsečemi nad okny, sakristie klenuta valeně s výsečemi. Jižní kaple má v závěru křížovou klenbu. Kruchta kaple je nesena na kovových sloupech. Obě kaple jsou do lodi otevřeny hrotitým obloukem. Oratoř plochostropá. Kruchta je dřevěná nesena na masívních pilířích s římsovými hlavicemi. Podkruchtí zaklenuto plochostropě.
Původní vnitřní vybavení byl zničen požárem v roce 1850. Nový dřevěný mobiliář byl vyroben na přelomu 19. a 20. století C. k. uměleckou školou dřevařskou ve Valašském Meziříčí.
V severní svatojánské kapli byla zřízená krypta do které se pohřbívalo do druhé poloviny 18. století. Náhrobní kameny pohřbených duchovních a šlechticů, umístěné v podlaze kaple, byly údajně v roce 1900 zakryty novou dlažbou.
V kostele se nachází obraz Panny Marie Růžencové Starobohumínské. V roce 2004 byly navráceny obrazu pozlacené korunky, které posvětil ve Vatikánu papež Jan Pavel II. Korunovce byla provedena 7. října 2004 ostravsko-opavským biskupem Msgre. Františkem Lobkowiczem OPraem.  Tímto aktem byl navrácen kostelu Narození Panny Marie status poutního místa.

### Zvony
V roce 1620 byly do věže zavěšeny dva zvony. Větší sv. Adam o hmotnosti 1200 kg a průměru 124 cm, druhý sv. Josef o hmotnosti 650 kg a průměru 103 cm. Zvony byly ulity ve zvonařské dílně opavského zvonaře Hanse Knauffa. Do věže pak byly zavěšeny dva malé zvony zakoupené Valentinem Jozefem Alexandrem. V období první světové války byly malé zvony rekvírovány včetně měděného hromosvodového drátu (17. prosince 1917). V roce 1921 byl pořízen nový zvon. V průběhu druhé světové války byly opět rekvírovány zvony, včetně měděných a mosazných předmětů (sundání zvonů 21. března 1942). Zvony z let 1620 byly označeny symbolem C  tj. kategorie historicky cenné a byl zavěšeny jako náhrada za odebrané zvony v kostelích v Německu. Po ukončení druhé světové války se povedlo vypátrat jejich místa, velký zvon byl zavěšen ve farním kostele sv. Josefa v Remscheidu a menší ve farním kostele Nanebevzetí Panny Marie ve Wuppertalu-Nächstebrecku. Jednání o navrácení byla neúspěšná. V roce 2006 byla vyhlášená sbírka k 750. výročí první písemné zmínky o Bohumíně na nové zvony. Za částku 1 125 000 Kč byly ulity tři nové zvony zvonařskou dílnou Rudolf Perner s.r.o. v Pasově (Německo).  Zvon sv. Jan Nepomucký o hmotnosti 146 kg a sv. Hedvika Slezská o hmotnosti 320 kg v roce 2006, třetí zvon sv. Benedikt z Nursie o hmotnosti 782 kg v roce 2007. Snaha o navrácení zvonů z roku 1620 neustávala a byla úspěšná, v roce 2014 byly na náklady německé strany zahájeny přípravy k navrácení zvonů do Starého Bohumína. Navrácené zvony byly nejdříve převezeny do firmy Rostislav Bouchal BOROKO v Brodku u Přerova k restaurování a současně byl restaurován umíráček z roku 1921 (hmotnost 75 kg). Restaurované zvony byly předány 22. dubna 2015.

### Varhany
Původní varhany byly v roce 1899 nahrazeny novými z krnovské varhanářské dílny Riegr (opus 723).
U kostela Narození Panny Marie se nachází:
- hrobka Henckelů z Donnermarcku, bývalých majitelů Bohumína. Hrobka má tvar rotundy s kuželovou střechou.
- pískovcová socha sv. Josefa s Ježíškem v nadživotní velikosti z první poloviny 19. století.

## Galerie

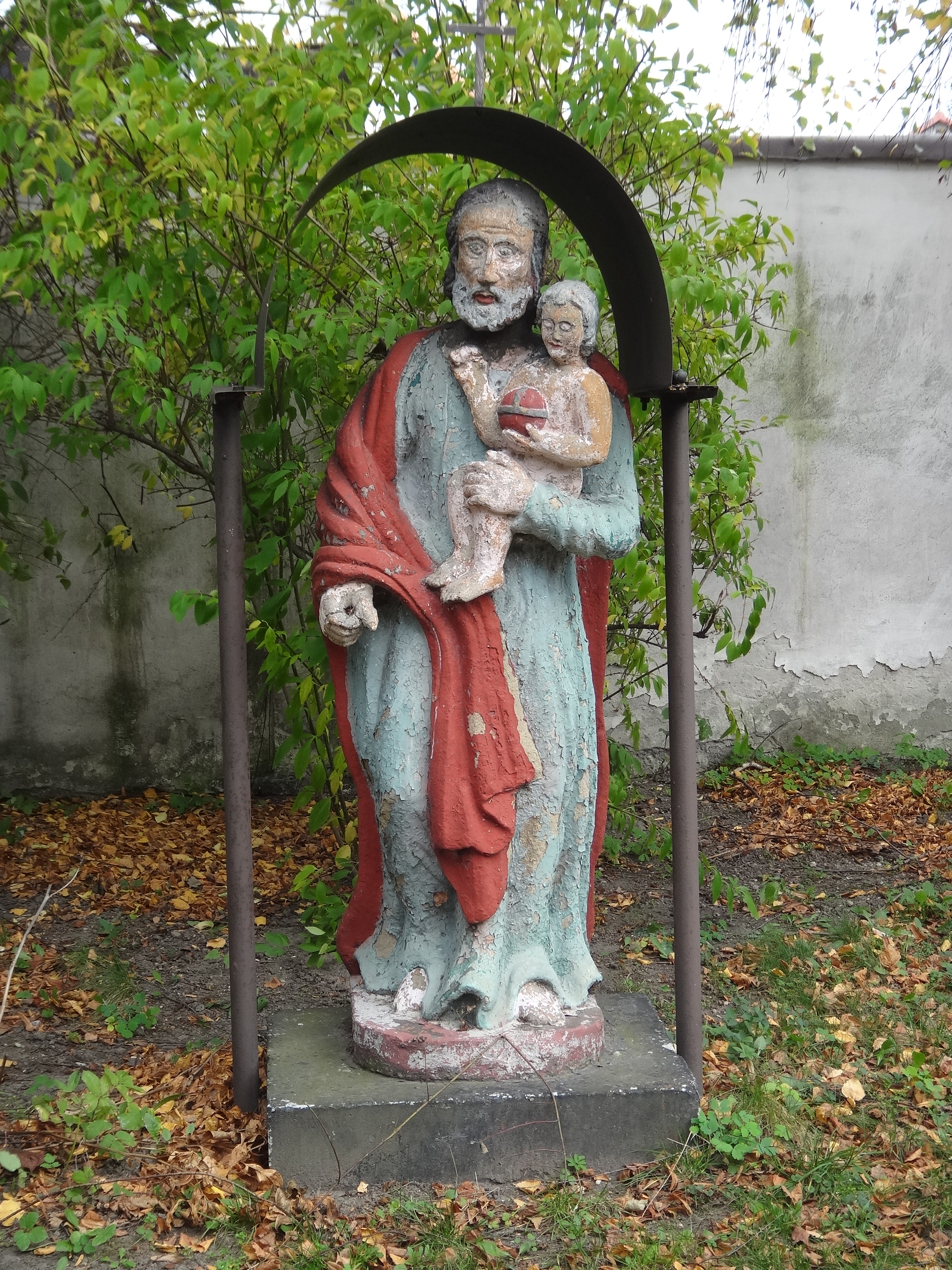
Svatý Josef
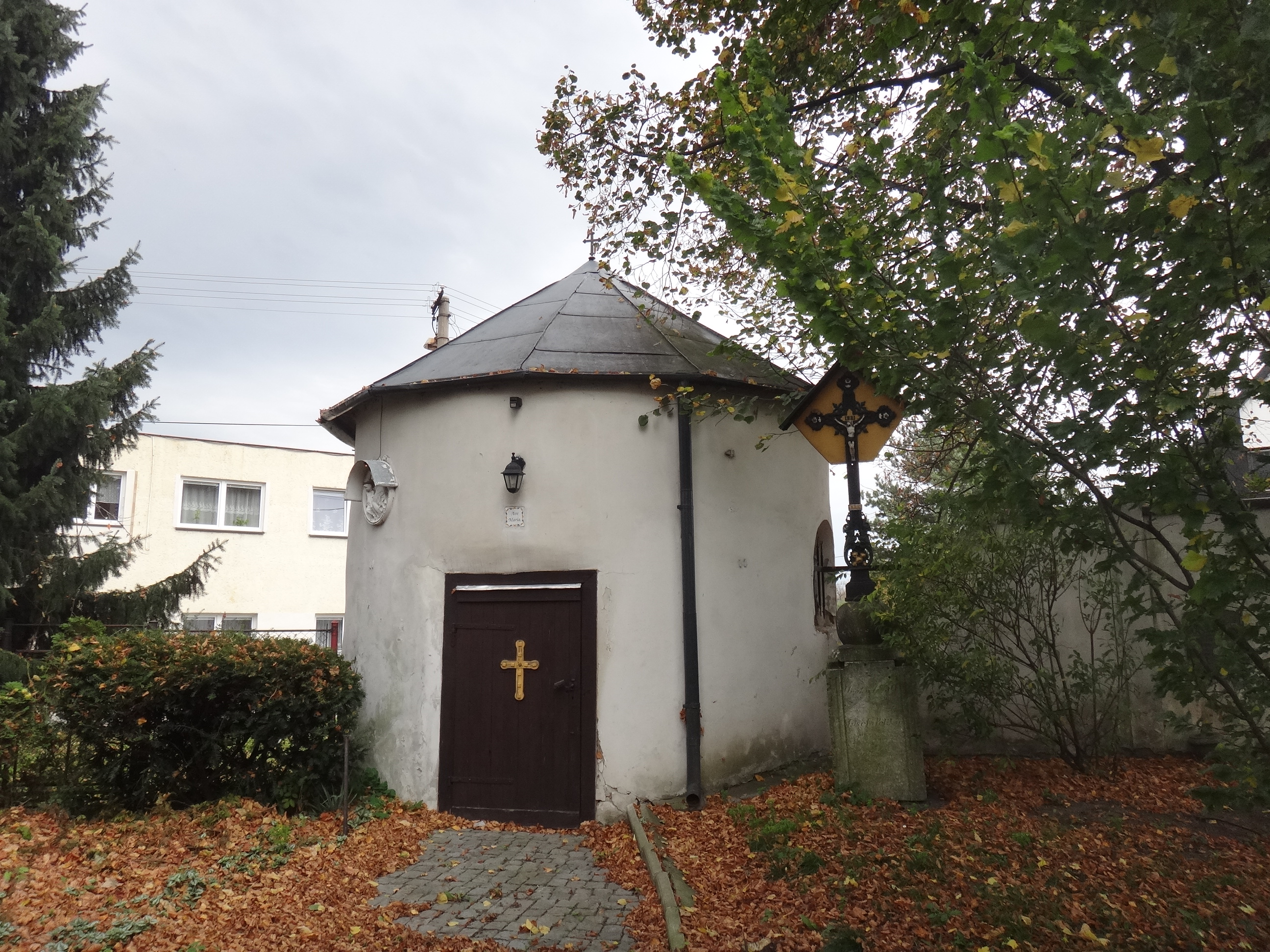
Hrobka Henckelů
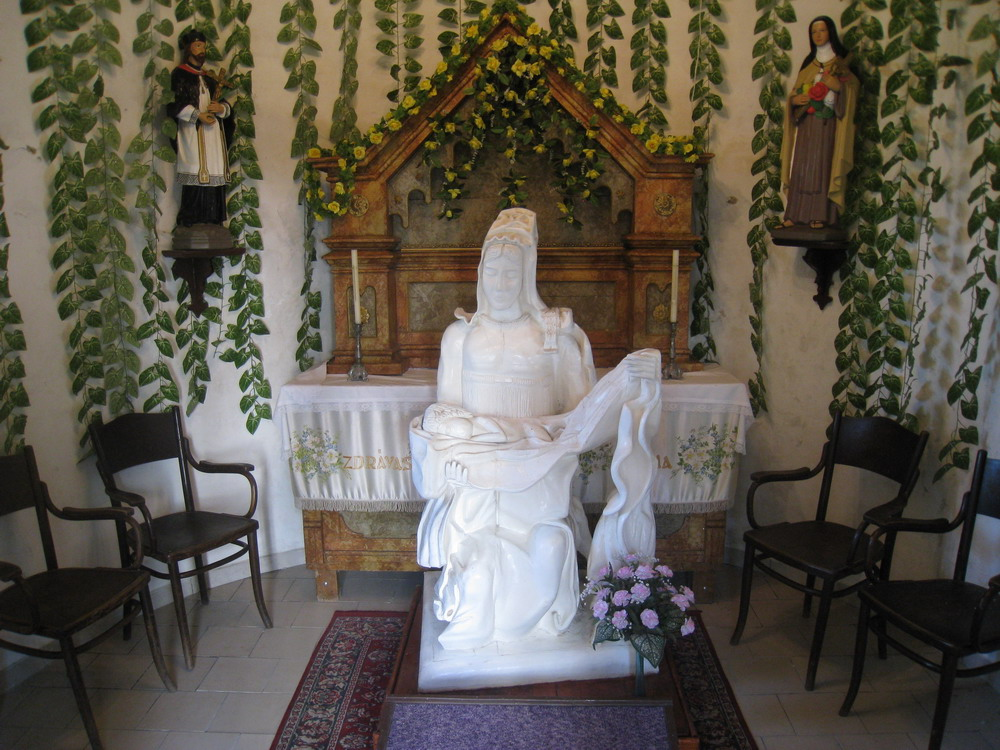
Vnitřek hrobky Henckelů.
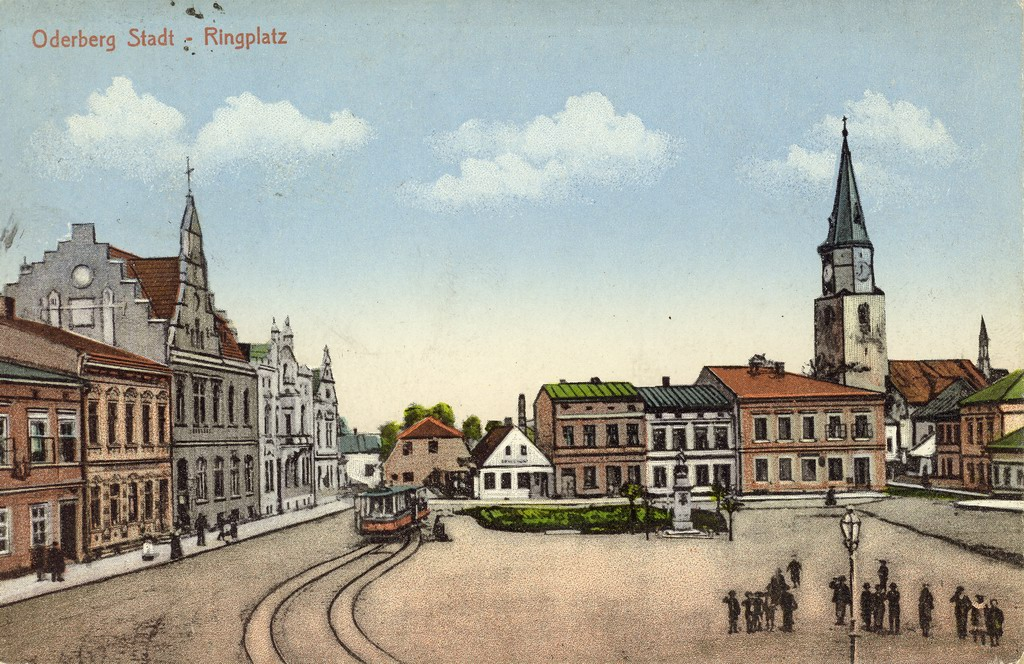
Kostel Narození Panny Marie na dobové fotografii